# Melanogaster variegatus
Melanogaster variegatus är en svampart som först beskrevs av Carlo Vittadini, och fick sitt nu gällande namn av Tul. & C. Tul. 1851. Melanogaster variegatus ingår i släktet Melanogaster och familjen Paxillaceae.   Inga underarter finns listade i Catalogue of Life.

## Bildgalleri

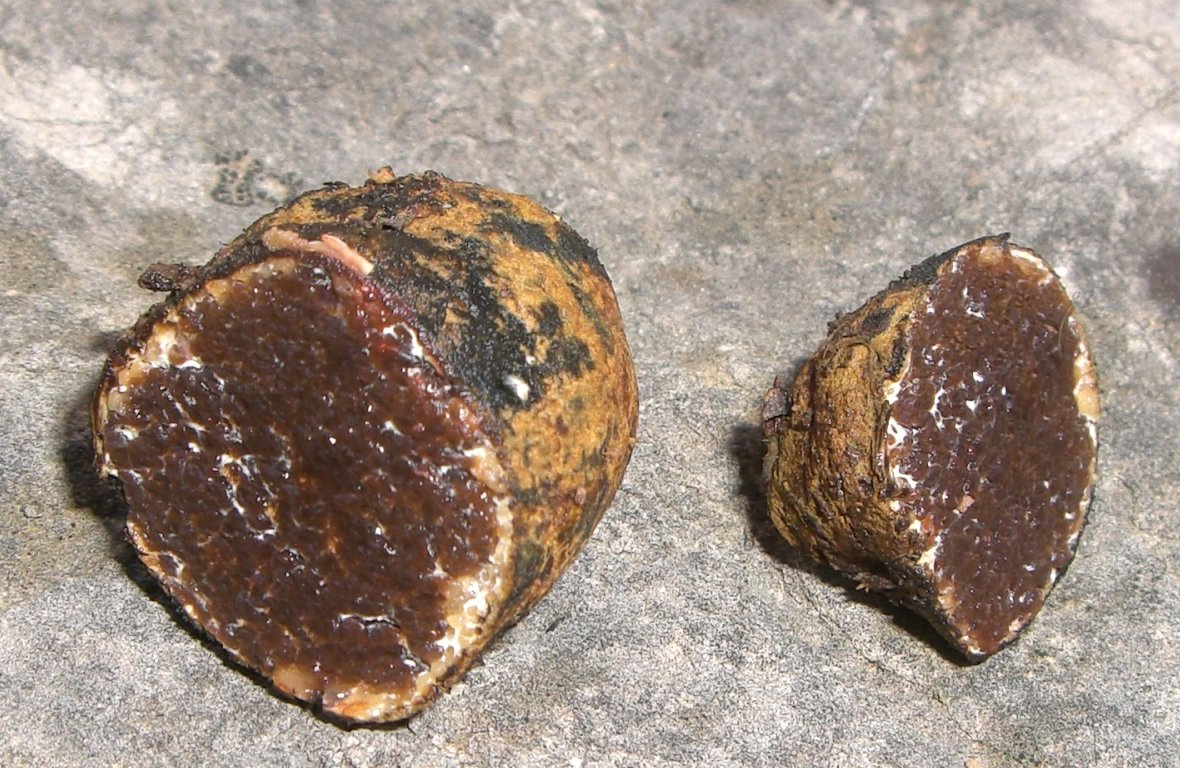